# Cephalopholis urodeta
Cephalopholis urodeta е вид лъчеперка от семейство Serranidae.

## Разпространение
Видът е разпространен в Австралия, Американска Самоа, Бруней, Вануату, Виетнам, Гваделупа, Индонезия, Кирибати, Китай, Кокосови острови, Малайзия, Малки далечни острови на САЩ, Маршалови острови, Микронезия, Науру, Ниуе, Нова Каледония, Остров Рождество, Острови Кук, Палау, Папуа Нова Гвинея, Питкерн, Провинции в КНР, Самоа, Северни Мариански острови, Соломонови острови, Тайван, Токелау, Тонга, Тувалу, Уолис и Футуна, Фиджи, Филипини, Френска Полинезия, Хонконг и Япония.